# اتحاد الصناعات المصرية
اتحاد الصناعات المصرية هو اتحاد أعمال مصري له شخصية اعتبارية عامة، أنشأ سنة 1922 تحت اسم "رابطة الصناعات في مصر"، تلى ذلك تشكيل أول غرفة صناعة لتمثيل جميع الصناعيين العاملين في مجال الملاحة، وفي سنة 1947 صدور القانون رقم 73 لسنة 1947 بإنشاء اتحاد للغرف الصناعية تحت اسم "اتحاد الصناعات المصرية"، وفي سنة 1981 صدر قرار رئيس الجمهورية بترتيب انتخابات هيكل ومجلس إدارة الاتحاد وأعضائه من الغرف الصناعية المختلفة، يعد الاتحاد أحد أكبر منظمات أصحاب الأعمال في مصر حيث أنه يضم 19 غرفة صناعية في عضويته و يمثل قرابة 104000 منشأة صناعية ينتمي 90% منها إلى القطاع الخاص، و يعمل بها ما يزيد عن 2 مليون عامل، بالإضافة إلى مساهمة قطاع الصناعة بحوالي 18% من الأقتصاد المصري.

## المهام
- توفير التمثيل المهني والدفاع عن مصالح الأعضاء محلياً ودولياً.
- تيسير الوصول إلى المعلومات وتقديم الخدمات الاستشارية.
- دعم المشاريع و المبادرات للقطاعات الناشئة.
- تشجيع وتفعيل دور الصناعات المكملة و المغذية.
- إقامة وتعزيز التعاون والتحالفات مع المنظمات والمؤسسات الإقليمية والدولية.
- تقليل الأعباء الإدارية والتنظيمية عن كاهل الشركات الكبيرة والناشئة.
- تعزيز المسؤولية الإجتماعية للشركات.

## الغرف التابعة
يضم الاتحاد 20 غرفة تُمثل كل منها قطاعاً صناعياً رسمياً يعمل في مصر هي:
| - غرفة الصناعات الغذائية - غرفة صناعة تكنولوجيا المعلومات - غرفة الصناعات المعدنية - غرفة صناعة الحبوب ومنتجاتها - غرفة صناعة الأخشاب والأثاث - غرفة دباغة الجلود - غرفة الصناعات الهندسية - غرفة صناعة مواد البناء - غرفة الأدوية ومستحضرات التجميل - غرفة صناعة السينما | - غرفة الصناعات النسجية - غرفة الإعلام المرئي والمسموع - غرفة صناعات البترول والتعدين - غرفة الرعاية الصحية - غرفة الملابس الجاهزة - غرفة التطوير العقارى - غرفة صناعات الطباعة و التغليف - غرفة الصناعات الكيماوية - غرفة صناعة الجلود - غرفة صناعة الحرف اليدوية |

## اللجان التابعة
يضم الاتحاد 15 لجنة في مختلف التخصصات والمجالات هي:
| - لجنة المجتمع المدني - لجنة قانون التأمينات الجديد. - لجنة تنمية الموارد الخارجية. - لجنة تشجيع وتعميق الإنتاج المحلي. - لجنة تنمية الموارد البشرية. - لجنة المشروعات الصغيرة والقطاع غير الرسمي. - لجنة العمل. | - لجنة الطاقة والتعدين. - لجنة الطاقة الجديدة والمتجددة والغاز المسال. - لجنة التجارة الداخلية والتموين. - لجنة المعارض والمؤتمرات. - لجنة التدريب وتطوير التعليم الفني والمزدوج والشراكات. - لجنة الإستثمار والسياسات الاقتصادية والمالية. - لجنة الضرائب والجمارك. |

## وصلات خارجية
- الموقع الرسمي للاتحاد.
- الصفحة الرسمية للاتحاد على موقع فيس بوك.